# Левада (вид каналов)

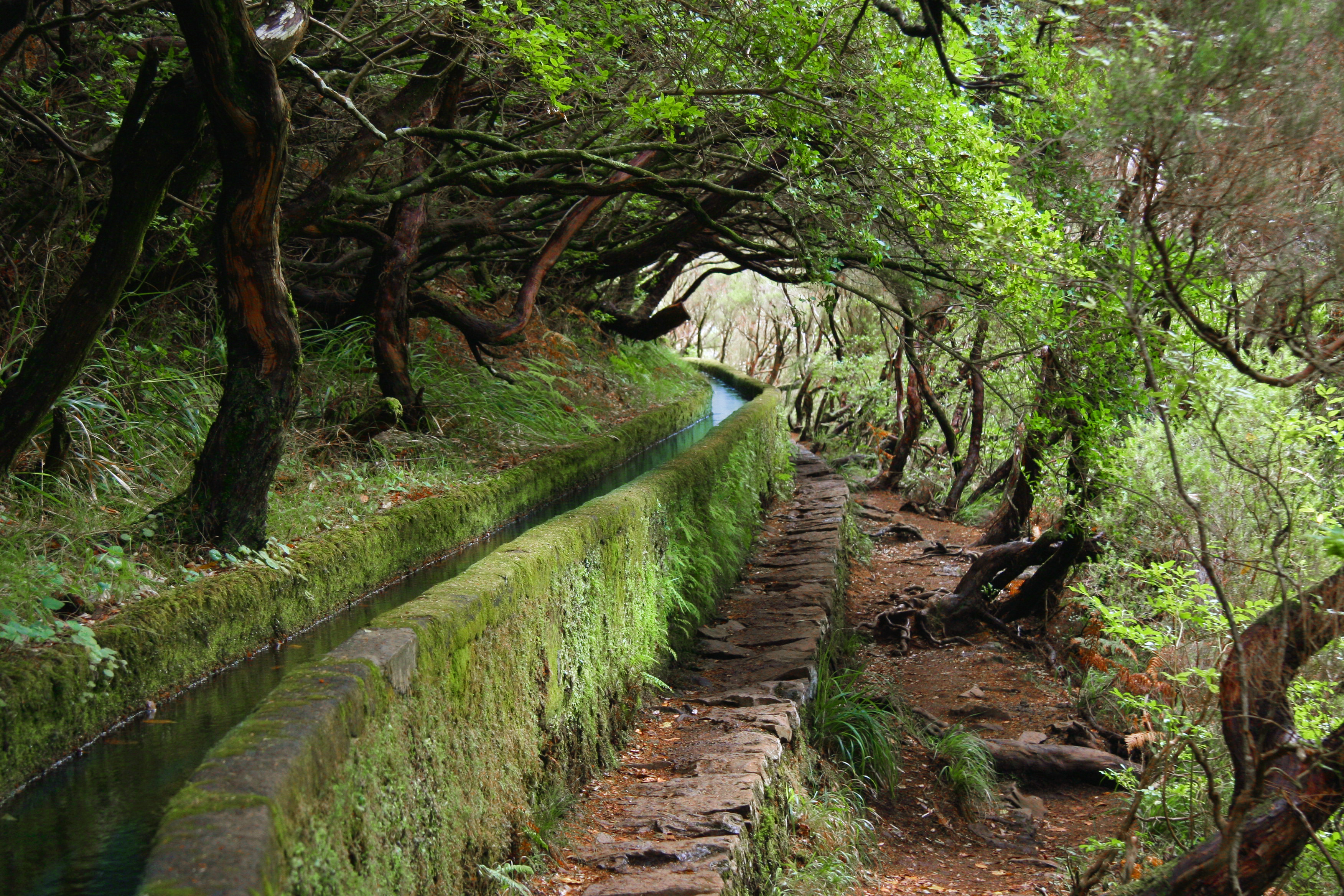

Левада (порт. Levada) — это вид оросительных каналов, сооружаемых на острове Мадейра (Португалия).
Представляет собой канавку, забетонированную или вымощенную камнем, идущую по склону горы. Рядом обычно идет тропинка для пешеходов, иногда натягивают страховочный трос.
Левады начали строить в XVI веке для доставки воды с северной части острова в засушливую южную часть. Последние левады были созданы в 1970 году. Сейчас они продолжают играть роль оросительных каналов, но также являются популярным объектом туризма.